# Movila Miresii
Movila Miresii je rumunská obec v župě Brăila. V roce 2011 zde žilo 4 051 obyvatel. Obec se skládá ze tří částí.

## Části obce
- Movila Miresii – 2 860 obyvatel
- Esna – 308
- Țepeș Vodă – 883